# Parma (Idaho)
Parma és una població dels Estats Units a l'estat d'Idaho. Segons el cens del 2000 tenia 1.771 habitants.

## Demografia
Segons el cens del 2000, Parma tenia 1.771 habitants, 617 habitatges, i 454 famílies. La densitat de població era de 743,2 habitants/km².
Dels 617 habitatges en un 38,2% hi vivien nens de menys de 18 anys, en un 60,3% hi vivien parelles casades, en un 9,2% dones solteres, i en un 26,4% no eren unitats familiars. En el 23% dels habitatges hi vivien persones soles el 14,1% de les quals corresponia a persones de 65 anys o més que vivien soles. El nombre mitjà de persones vivint en cada habitatge era de 2,85 i el nombre mitjà de persones que vivien en cada família era de 3,41.
Per edats la població es repartia de la següent manera: un 31,4% tenia menys de 18 anys, un 7,8% entre 18 i 24, un 26,9% entre 25 i 44, un 19,1% de 45 a 60 i un 14,9% 65 anys o més.
L'edat mediana era de 33 anys. Per cada 100 dones de 18 o més anys hi havia 94,7 homes.
La renda mediana per habitatge era de 31.964 $ i la renda mediana per família de 36.336 $. Els homes tenien una renda mediana de 26.167 $ mentre que les dones 18.636 $. La renda per capita de la població era d'11.861 $. Aproximadament l'11,7% de les famílies i el 15% de la població estaven per davall del llindar de pobresa.

## Poblacions més properes
El següent diagrama mostra les poblacions més properes.